# Великодворское
Великодворское — деревня в Лежневском районе Ивановской области. Входит в состав Лежневского сельского поселения.

## География
Находится в юго-западной части Ивановской области на расстоянии приблизительно 2 км на запад по прямой от районного центра поселка Лежнево.

## История
Деревня уже отмечалась на карте 1808 года. В 1859 году здесь (тогда деревня в составе Ковровского уезда Владимирской губернии) было учтено 14 дворов.

## Население
Постоянное население составляло 69 человек (1859 год), 32 в 2002 году (русские 100 %), 36 в 2010.